# تيشو غيندا
تيشّو غيندا (玄田哲章 غيندا تيشّو) (اسمه الحقيقي ميتسوؤو يوكوي (横居光雄 يوكوي ميتسوؤو)) هو ممثل ياباني ولد في 20 مايو 1948 في محافظة أوكاياما.

## أدواره في الأنمي

### مسلسلات أنمي تلفزيونية
- البدلة المتنقلة جاندام - سليغر لو
- سيتي هنتر - أوميبوزو/هاياتو إيجوين/فالكون
- إنجل هارت - أوميبوزو/هاياتو إيجوين/فالكون
- رؤيا إسكافلوني - فالغوس
- يو يو هاكوشو - توغورو الأخ الأصغر
- ذا بيغ أو - الرائد دان داستون
- عروس سيتو - والد لونا إيدوماي
- ناروتو - الثعلب ذو الأذيال التسعة
- ناروتو شيبودن - الثعلب ذو الأذيال التسعة/كوراما
- بوروتو: ناروتو نكست جينيريشنز - كوراما
- روك لي وأصدقائه النينجا - الثعلب ذو الأذيال التسعة
- ماجيك نايت رايرث - سيريس
- أخي العزيز - نديم سعد
- كاشرن سينز - باراشين
- أبي الحنون
- سنغوكو باسارا - تاكيدا شين-غن
- سنغوكو باسارا تو - تاكيدا شين-غن
- شين مازنجر الجزء Z - الراوي، كروس
- أسطورة الماجونغ أكاغي - ياسوؤكا
- وولفز راين - فظ
- زون أوف ذي إندرز Dolores,i - جيمس لينكس
- كاوبوي بيبوب - دومينو والكر
- كيشين تايسن جيجانتيك فورميولا - زايون ألدريدج
- هيرومان - برايان جونز
- تنجن توبا جورين لاجان - رئيس قرية جيها
- أرشيف دانتاليان - الكونت ميلغار
- هيوغيمونو - شيما ساكون
- المحقق كونان - كازوتشي (جريمة في أثناء اللقاء بالأصدقاء القدامى)
- ستريت فايتر 2 V - غايل
- مغامرة جوجو الغريبة: ستارداست كروسيدرز - كابتن تينيل المزيف
- تيلز أوف ذي أبيس - لارغو
- دراغون بول - شو
- دراغون بول سوبر - شو
- بلاك بوليت - ناغاماسا غادو
- سأتحول إلى فتاة تسريحة الذيلين! - ليزاردغيلدي
- سورد آرت أونلاين II - ثور
- معرض الفن المزيف - بييترو
- غريت تيتشر أونيزوكا - كويتشي إيغاراشي
- فايري تايل - وورود سيكين
- سينت سيا - توروس ألديباران
- قصة حبي!! - يوتاكا غودا
- ريني من الحدود - الراوي
- ديث باريد - أوكيولوس
- باك مان ومغامرات الأشباح - باكينيتر
- فانتسي ستار أونلاين 2 ذي أنيميشن - سورو
- لعبة الجوكر - العقيد موتو
- ون بيس - كايدو
- هوزوكي بارد الأعصاب - ساتان
- وادي الأمان - الغول
- ملحمة تانيا الآثمة - كيرت فون ريديرسدوف
- مندوب المبيعات الضاحك NEW - فوكوزو موغورو
- أسد مارس - تاكانوري جينغوجي
- بوبتيبيبيك - بوبوكو (الحلقة 4B)
- دارلينغ إن ذا فرانكس - الرئيس
- أنا من اليابان - ماسوراو كيكوتشي
- وديع بائع الحليب - السيد كامل
- سمر تايم ريندا - الن كوفوني.

### أنمي الإنترنت
- سينت سيا: سول أوف غولد - توروس ألديباران
- نينجا سلاير فروم أنيميشن - كلون ياكوزا

### أوفا أنمي
- البدلة المتنقلة جاندام: فريق م.س. رقم 08 - تيري ساندرز الابن
- تشيبي كارا ناجاي جو وورلد - الكونت بروكن
- تيلز أوف فانتازيا ذي أنيميشن - مارس
- آيرون مان: صحوة تكنوفور - المعاقب
- ملفات المنتقمون السرية: الأرملة السوداء والمعاقب - المعاقب
- سينت سيا فصل هادس: المعابد الإثنا عشر - توروس ألديباران
- سينت سيا فصل هادس: العالم السفلي - توروس ألديباران

### أفلام أنمي
- أكيرا - ريوساكو
- سلايرز: الفيلم - جويروك
- سنغوكو باسارا: ذا لاست بارتي - تاكيدا شين-غن
- دراغون بول: المغامرة الغامضة - شو
- دراغون بول Z: معركة الخوارق - شو
- سينت سيا: الحرب الدامية - رونغ
- ون بيس: مغامرة الجزيرة الآلية - بير كينغ
- فيلم بوكيمون الأول: ثأر ميوتو - شيلشوكر
- سيتي هنتر: شينجوكو برايفت آيز - أوميبوزو
- ملحمة تانيا الآثمة: الفيلم - كيرت فون ريديرسدوف

## أدواره في ألعاب الفيديو
- فاينل فانتسي IV DS - يانغ فانغ لايدن
- ديفل كينغز - ريد مينوتور
- سنغوكو باسارا: ساموراي هيروز - شين-غن تاكيدا
- تيلز أوف ديستني - بروزر كانغ
- تيلز أوف ذي أبيس - لارغو
- تيلز أوف فرسس - مايتي كونغمان
- سينت سيا: ذا سانكتشواري - توروس ألديباران
- سينت سيا: سولجرز سول - توروس ألديباران
- ناروتو شيبودن: ألتيميت نينجا ستورم ريفولوشن - الثعلب ذو الأذيال التسعة/كوراما
- ناروتو شيبودن: ألتيميت نينجا ستورم 4 - الثعلب ذو الأذيال التسعة/كوراما
- جاي-ستارز فيكتوري فيرسيس - راو، توغورو الأخ الأصغر
- كابكوم فرسس إس إن كاي 2 - زانغيف
- سلسلة ألعاب ستريت فايتر
  - ستريت فايتر EX - غايل

## أدواره في الدبلجة اليابانية
- المتحولون - أوبتيموس برايم
- المتحولون: الفيلم - أوبتيموس برايم
- المتحولون - أوبتيموس برايم
- المتحولون: ثأر الهاوي - أوبتيموس برايم
- المتحولون: الجانب المظلم للقمر - أوبتيموس برايم
- المتحولون: عصر الانقراض - أوبتيموس برايم
- ترانسفورمرز أنيميتد - أوميغا سوبريم
- باتمان - بروس واين/باتمان
- باتمان بيوند - بروس واين
- باتمان: عودة الجوكر - بروس واين
- ذا باتمان - مستر فريز
- باتمان: الجرأة و الشجاعة - باتمان، آولمان
- الماتريكس - مورفيوس
- الماتريكس 2 - مورفيوس
- ذا تيرميناتور - تي-800
- تيرميناتور 2: يوم الحساب - تي-800
- تيرميناتور 3: نهوض الآلات - تي-800
- فيلم عائلة سيمبسون - أرنولد شوارزنيجر
- آيرون مان - جيمس رودز/وور ماشين
- ويني الدبدوب - نمور
- نادي القتال - بوب
- ماي ليتل بوني: فرندشيب إز ماجيك - التنين
- هانيبال - جاك كروفورد
- حافة الهادي - ستاكر بنتكوست
- ليباوسكي الكبير - والتر سوبشاك
- خيال رخيص - مارسيلس والاس
- المرتزقة - تريتش
- فيلم ليغو - الشرطي الشرير/الشرطي الطيب
- بيرسي جاكسون والأوليمبونس: لص البرق - زيوس

## وصلات خارجية
- تيشو غيندا على موقع IMDb (الإنجليزية)
- تيشو غيندا على موقع ألو سيني (الفرنسية)
- تيشو غيندا على موقع ميوزك برينز (الإنجليزية)
- تيشو غيندا على موقع أول موفي (الإنجليزية)
- تيشو غيندا على موقع قاعدة بيانات الفيلم (الإنجليزية)
- تيشو غيندا على موقع كينوبويسك (الروسية)
- تيشو غيندا على موقع ANN person (الإنجليزية)